# Josef Neumayer
Josef Neumayer (17. března 1844 Vídeň – 25. května 1923 Vídeň) byl rakouský křesťansko sociální politik, na počátku 20. století poslanec Říšské rady a starosta Vídně.

## Biografie
V letech 1864–1869 vystudoval práva na Vídeňské univerzitě. Roku 1872 získal titul doktora práv na univerzitě ve Štýrském Hradci. Od roku 1873 pracoval jako právník, od roku 1877 byl dvorním a soudním advokátem. Od roku 1885 byl právním zástupcem dětské nemocnice v Bad Hallu. Angažoval se politicky v Křesťansko sociální straně Rakouska. V letech 1895–1918 působil jako člen Vídeňské obecní rady. Od roku 1896 zastával funkci 2. náměstka starosty Vídně, od roku 1905 1. náměstka. Od roku 1902 byl poslancem Dolnorakouského zemského sněmu, kde byl náměstkem zemského maršálka (předsedy sněmu). Na sněmu zastupoval okrsek Leopoldstadt. Byl členem komise pro regulaci Dunaje, zemské školní komise a komise pro živnostenské školy. Poté, co zemřel Karl Lueger, stal se Neumayer starostou Vídně. V starostenském úřadu ale nezískal výraznější podporu a v další politické aktivitě ho omezovaly i zdravotní důvody (potíže se sluchem). Čelil ostré kritice od sociální demokracie. V roce 1912 se rozhodl podal demisi.
Na počátku 20. století se zapojil i do celostátní politiky. V doplňovacích volbách roku 1910 získal mandát v Říšské radě (celostátní zákonodárný sbor) za obvod Dolní Rakousy 23. Nastoupil 24. listopadu 1910 místo Karla Luegera. Z hlediska klubové příslušnosti se k roku 1910 uvádí jako člen klubu Křesťansko-sociální sjednocení, profesně je uváděn coby starosta Vídně.